# Liste der Nummer-eins-Hits in Ungarn (2019)
Dies ist eine Liste der Nummer-eins-Hits in Ungarn im Jahr 2019. Sie basiert auf der Top 40 album-, DVD- és válogatáslemez-lista und der Rádiós Top 40 játszási lista der Magyar Hanglemezkiadók Szövetsége (Mahasz), dem ungarischen Vertreter der International Federation of the Phonographic Industry.

## Singles
| ← 2018 ← | Liste der Nummer-eins-Hits in Ungarn | Liste der Nummer-eins-Hits in Ungarn | Liste der Nummer-eins-Hits in Ungarn | 2020 → |
| \| Zeitraum \| Wo. ges. \| Interpret \| Titel Autor(en) \| Zusätzliche Informationen \| \| (Zeitraum, Wochen auf Platz eins, Interpret, Titel, Autor[en], zusätzliche Informationen) \| \| \| \| \| \| ----------------------------------------------------------------------------------------- \| -------- \| -------------------------------- \| ----------------------------------------------------------------------------------------------------------------------------------------------------------------------------- \| ----------------------------------------------------------------------------------------------------------------------------------------------------------------------------------------------------------------- \| \| 21. Dezember 2018 – 3. Januar 2019 2 Wochen (insgesamt 5) \| 5 \| Dynoro & Gigi D’Agostino \| In My Mind Ivan James Gough, Georgina Kristine Noelle Kingsley, Carlo Montagner, Paolo Sandrini, Luigino Di Agostino, Aden Phoenix Forte, Diego Leoni, Josh Soon \| – \| \| 4. Januar 2019 – 17. Januar 2019 2 Wochen (insgesamt 4) \| 4 \| Calvin Harris & Sam Smith \| Promises Samuel Frederick Smith, Adam Richard Wiles, Jessie Reyez \| – \| \| 18. Januar 2019 – 31. Januar 2019 2 Wochen \| 2 \| Alesso \| Remedy Alessandro Rodolfo Renato Lindblad, Alma Guðmundsdóttir, Jacob Casey Torrey, Ian Zachary Franzino, Andrew Christopher Haas \| International fand das Lied wenig Beachtung und auch in Alessos Heimat Schweden erreichte es im Vorjahr nur Platz 30; in Ungarn hatte der House-DJ aber zuvor schon zwei Top-5-Hits und jetzt auch eine Nummer 1. \| \| 1. Februar 2019 – 6. Juni 2019 18 Wochen (insgesamt 19) \| 19 \| Ava Max \| Sweet but Psycho Andreas Haukeland, Amanda Koci, William Ernest Lobban Bean, Madison Emko Love, Henry Russell Walter \| Das Singledebüt der US-Amerikanerin war der erste internationale Nummer-eins-Hit des Jahres. \| \| 7. Juni 2019 – 13. Juni 2019 1 Woche (insgesamt 7) \| 7 \| Loud Luxury feat. Brando \| Body Andrew John Fedyk, Joseph Julian Depace, Marlon Lamont McClain II, Cassio Bouziane Lopes, Nicholas Henriques \| – \| \| 14. Juni 2019 – 20. Juni 2019 1 Woche (insgesamt 19) \| 19 \| Ava Max \| Sweet but Psycho Andreas Haukeland, Amanda Koci, William Ernest Lobban Bean, Madison Emko Love, Henry Russell Walter \| – \| \| 21. Juni 2019 – 11. Juli 2019 3 Wochen \| 3 \| Alle Farben & Ilira \| Fading Lennard Oestmann, Pauline Skött, Agrin Rahmani Azer, Ilira Gashi, Kevin Zuber, Jaro Omar, Junkx, José David Peñín Montilla, Frans Zimmer, Ruíz Marengo, Daniel Deimann \| – \| \| 12. Juli 2019 – 18. Juli 2019 1 Woche (insgesamt 7) \| 7 \| Loud Luxury feat. Brando \| Body Andrew John Fedyk, Joseph Julian Depace, Marlon Lamont McClain II, Cassio Bouiane Lopes, Nicholas Henriques \| – \| \| 19. Juli 2019 – 25. Juli 2019 1 Woche \| 1 \| Calvin Harris & Rag ’n’ Bone Man \| Giant Jamie Alexander Hartman, Troy James Miller, Rory Charles Graham, Adam Richard Wiles \| – \| \| 26. Juli 2019 – 29. August 2019 5 Wochen (insgesamt 7) \| 7 \| Loud Luxury feat. Brando \| Body Andrew John Fedyk, Joseph Julian Depace, Marlon Lamont McClain II, Cassio Bouiane Lopes, Nicholas Henriques \| – \| \| 29. August 2019 – 17. Oktober 2019 7 Wochen \| 7 \| Shawn Mendes & Camila Cabello \| Señorita Andrew Wotman, Charlotte Emma Aitchison, Camila Cabello, Magnus Hoiberg, Benjamin Joseph Levin, Shawn Mendes, Jack Patterson \| – \| \| 18. Oktober 2019 – 24. Oktober 2019 1 Woche \| 1 \| Mabel \| Don’t Call Me Up Camille Angelina Purcell, Mabel Alabama Pearl McVey, Steve McCutcheon \| – \| \| 25. Oktober 2019 – 14. November 2019 3 Wochen (insgesamt 5) \| 5 \| Billie Eilish \| Bad Guy Finneas O’Connell, Billie Eilish O’Connell \| – \| \| 15. November 2019 – 21. November 2019 1 Woche (insgesamt 10) \| 10 \| Tones and I \| Dance Monkey Toni Watson \| – \| \| 22. November 2019 – 5. Dezember 2019 2 Wochen (insgesamt 5) \| 5 \| Billie Eilish \| Bad Guy Finneas O’Connell, Billie Eilish O’Connell \| – \| \| 6. Dezember 2019 – 6. Februar 2020 9 Wochen (insgesamt 10) \| 10 \| Tones and I \| Dance Monkey Toni Watson \| – \| |                                      |                                      | | |
| ← 2018 |                                      |                                      | | → 2020 → |
| Zeitraum | Wo. ges.                             | Interpret                            | Titel Autor(en) | Zusätzliche Informationen |
| (Zeitraum, Wochen auf Platz eins, Interpret, Titel, Autor[en], zusätzliche Informationen) |                                      |                                      | | |
| 21. Dezember 2018 – 3. Januar 2019 2 Wochen (insgesamt 5) | 5                                    | Dynoro & Gigi D’Agostino             | In My Mind Ivan James Gough, Georgina Kristine Noelle Kingsley, Carlo Montagner, Paolo Sandrini, Luigino Di Agostino, Aden Phoenix Forte, Diego Leoni, Josh Soon              | – |
| 4. Januar 2019 – 17. Januar 2019 2 Wochen (insgesamt 4) | 4                                    | Calvin Harris & Sam Smith            | Promises Samuel Frederick Smith, Adam Richard Wiles, Jessie Reyez | – |
| 18. Januar 2019 – 31. Januar 2019 2 Wochen | 2                                    | Alesso                               | Remedy Alessandro Rodolfo Renato Lindblad, Alma Guðmundsdóttir, Jacob Casey Torrey, Ian Zachary Franzino, Andrew Christopher Haas                                             | International fand das Lied wenig Beachtung und auch in Alessos Heimat Schweden erreichte es im Vorjahr nur Platz 30; in Ungarn hatte der House-DJ aber zuvor schon zwei Top-5-Hits und jetzt auch eine Nummer 1. |
| 1. Februar 2019 – 6. Juni 2019 18 Wochen (insgesamt 19) | 19                                   | Ava Max                              | Sweet but Psycho Andreas Haukeland, Amanda Koci, William Ernest Lobban Bean, Madison Emko Love, Henry Russell Walter                                                          | Das Singledebüt der US-Amerikanerin war der erste internationale Nummer-eins-Hit des Jahres. |
| 7. Juni 2019 – 13. Juni 2019 1 Woche (insgesamt 7) | 7                                    | Loud Luxury feat. Brando             | Body Andrew John Fedyk, Joseph Julian Depace, Marlon Lamont McClain II, Cassio Bouziane Lopes, Nicholas Henriques                                                             | – |
| 14. Juni 2019 – 20. Juni 2019 1 Woche (insgesamt 19) | 19                                   | Ava Max                              | Sweet but Psycho Andreas Haukeland, Amanda Koci, William Ernest Lobban Bean, Madison Emko Love, Henry Russell Walter                                                          | – |
| 21. Juni 2019 – 11. Juli 2019 3 Wochen | 3                                    | Alle Farben & Ilira                  | Fading Lennard Oestmann, Pauline Skött, Agrin Rahmani Azer, Ilira Gashi, Kevin Zuber, Jaro Omar, Junkx, José David Peñín Montilla, Frans Zimmer, Ruíz Marengo, Daniel Deimann | – |
| 12. Juli 2019 – 18. Juli 2019 1 Woche (insgesamt 7) | 7                                    | Loud Luxury feat. Brando             | Body Andrew John Fedyk, Joseph Julian Depace, Marlon Lamont McClain II, Cassio Bouiane Lopes, Nicholas Henriques                                                              | – |
| 19. Juli 2019 – 25. Juli 2019 1 Woche | 1                                    | Calvin Harris & Rag ’n’ Bone Man     | Giant Jamie Alexander Hartman, Troy James Miller, Rory Charles Graham, Adam Richard Wiles                                                                                     | – |
| 26. Juli 2019 – 29. August 2019 5 Wochen (insgesamt 7) | 7                                    | Loud Luxury feat. Brando             | Body Andrew John Fedyk, Joseph Julian Depace, Marlon Lamont McClain II, Cassio Bouiane Lopes, Nicholas Henriques                                                              | – |
| 29. August 2019 – 17. Oktober 2019 7 Wochen | 7                                    | Shawn Mendes & Camila Cabello        | Señorita Andrew Wotman, Charlotte Emma Aitchison, Camila Cabello, Magnus Hoiberg, Benjamin Joseph Levin, Shawn Mendes, Jack Patterson                                         | – |
| 18. Oktober 2019 – 24. Oktober 2019 1 Woche | 1                                    | Mabel                                | Don’t Call Me Up Camille Angelina Purcell, Mabel Alabama Pearl McVey, Steve McCutcheon                                                                                        | – |
| 25. Oktober 2019 – 14. November 2019 3 Wochen (insgesamt 5) | 5                                    | Billie Eilish                        | Bad Guy Finneas O’Connell, Billie Eilish O’Connell | – |
| 15. November 2019 – 21. November 2019 1 Woche (insgesamt 10) | 10                                   | Tones and I                          | Dance Monkey Toni Watson | – |
| 22. November 2019 – 5. Dezember 2019 2 Wochen (insgesamt 5) | 5                                    | Billie Eilish                        | Bad Guy Finneas O’Connell, Billie Eilish O’Connell | – |
| 6. Dezember 2019 – 6. Februar 2020 9 Wochen (insgesamt 10) | 10                                   | Tones and I                          | Dance Monkey Toni Watson | – |

## Alben
| ← 2018 ← | Liste der Nummer-eins-Hits in Ungarn | Liste der Nummer-eins-Hits in Ungarn | Liste der Nummer-eins-Hits in Ungarn | 2020 → |
| \| Zeitraum \| Wo. ges. \| Interpret \| Titel \| Zusätzliche Informationen \| \| (Zeitraum, Wochen auf Platz eins, Interpret, Titel, zusätzliche Informationen) \| \| \| \| \| \| ------------------------------------------------------------------------------ \| -------- \| ------------------------- \| ---------------------------------- \| ----------------------------------------------------------------------------------------------------------------------------------------------------------------------------------------------------------------------------------------------------------- \| \| 21. Dezember 2018 – 3. Januar 2019 2 Wochen \| 2 \| Edda Művek \| 44 év \| – \| \| 4. Januar 2019 – 10. Januar 2019 1 Woche (insgesamt 2) \| 2 \| Hooligans \| Jég hátán \| – \| \| 11. Januar 2019 – 31. Januar 2019 3 Wochen (insgesamt 7) \| 7 \| Kowalsky meg a Vega \| Árnyék és fény \| Mit ihren letzten drei Alben hat die Rockband aus Budapest jeweils Platz 1 und mehrfach Platin erreicht. In das 20. Jahr ihres Bestehens startet sie mit ihrem insgesamt fünften Nummer-eins-Album und Platin bereits in der ersten Veröffentlichungswoche. \| \| 1. Februar 2019 – 7. Februar 2019 1 Woche \| 1 \| Magna Cum Laude \| Gyulai húszfeldolgozó \| Vor 20 Jahren wurde die Rockband aus Ostungarn gegründet, vor 10 Jahren hatte sie mit 999 ihr erstes und jetzt ihr zweites Nummer-eins-Album. \| \| 8. Februar 2019 – 21. Februar 2019 2 Wochen (insgesamt 7) \| 7 \| Kowalsky meg a Vega \| Árnyék és fény \| – \| \| 22. Februar 2019 – 14. März 2019 3 Wochen \| 3 \| Leander Kills \| Luxusnyomor \| Das dritte Studioalbum bringt den Metal-Rockern die dritte Nummer eins in vier Jahren. \| \| 15. März 2019 – 28. März 2019 2 Wochen (insgesamt 7) \| 7 \| Kowalsky meg a Vega \| Árnyék és fény \| – \| \| 29. März 2019 – 4. April 2019 1 Woche \| 1 \| Naphoz Holddal \| Kispál és a Borz \| – \| \| 5. April 2019 – 11. April 2019 1 Woche \| 1 \| Ossian \| A reményhozó \| – \| \| 12. April 2019 – 25. April 2019 2 Wochen (insgesamt 8) \| 8 \| Ákos \| 50 – Jubileumi, akusztikus koncert \| – \| \| 26. April 2019 – 2. Mai 2019 1 Woche \| 1 \| Balázs Pali \| Majd holnap írok … \| – \| \| 3. Mai 2019 – 23. Mai 2019 3 Wochen (insgesamt 8) \| 8 \| Ákos \| 50 – Jubileumi, akusztikus koncert \| – \| \| 24. Mai 2019 – 13. Juni 2019 3 Wochen \| 3 \| Follow the Flow \| Nem tudja senki \| – \| \| 14. Juni 2019 – 4. Juli 2019 3 Wochen (insgesamt 8) \| 8 \| Ákos \| 50 – Jubileumi, akusztikus koncert \| – \| \| 5. Juli 2019 – 11. Juli 2019 1 Woche (insgesamt 4) \| 4 \| Attila \| Szárnyak nélkül \| – \| \| 12. Juli 2019 – 18. Juli 2019 1 Woche (insgesamt 3) \| 3 \| Ed Sheeran \| No. 6 Collaborations Project \| – \| \| 19. Juli 2019 – 1. August 2019 2 Wochen \| 2 \| Road \| Onnantól – eddig \| – \| \| 2. August 2019 – 15. August 2019 2 Wochen (insgesamt 3) \| 3 \| Ed Sheeran \| No. 6 Collaborations Project \| – \| \| 16. August 2019 – 5. September 2019 3 Wochen (insgesamt 4) \| 4 \| Attila \| Szárnyak nélkül \| – \| \| 6. September 2019 – 26. September 2019 3 Wochen \| 3 \| Depresszió \| Nehéz szó \| – \| \| 27. September 2019 – 10. Oktober 2019 2 Wochen (insgesamt 7) \| 7 \| Ákos \| Idősziget \| – \| \| 11. Oktober 2019 – 21. November 2019 6 Wochen (insgesamt 11) \| 11 \| Tankcsapda \| Liliput Hollywood \| – \| \| 22. November 2019 – 28. November 2019 1 Woche (insgesamt 7) \| 7 \| Ákos \| Idősziget \| – \| \| 29. November 2019 – 5. Dezember 2019 1 Woche (insgesamt 11) \| 11 \| Tankcsapda \| Liliput Hollywood \| – \| \| 6. Dezember 2019 – 12. Dezember 2019 1 Woche \| 1 \| Ganxsta Zolee és a Kartel \| Oldskool \| – \| \| 13. Dezember 2019 – 19. Dezember 2019 1 Woche (insgesamt 7) \| 7 \| Ákos \| Idősziget \| – \| \| 20. Dezember 2019 – 26. Dezember 2019 1 Woche (insgesamt 11) \| 11 \| Tankcsapda \| Liliput Hollywood \| – \| \| 27. Dezember 2019 – 2. Januar 2020 1 Woche \| 1 \| Szabyest \| Dilemma \| – \| |                                      |                                      |                                      | |
| ← 2018 |                                      |                                      |                                      | → 2020 → |
| Zeitraum | Wo. ges.                             | Interpret                            | Titel                                | Zusätzliche Informationen |
| (Zeitraum, Wochen auf Platz eins, Interpret, Titel, zusätzliche Informationen) |                                      |                                      |                                      | |
| 21. Dezember 2018 – 3. Januar 2019 2 Wochen | 2                                    | Edda Művek                           | 44 év                                | – |
| 4. Januar 2019 – 10. Januar 2019 1 Woche (insgesamt 2) | 2                                    | Hooligans                            | Jég hátán                            | – |
| 11. Januar 2019 – 31. Januar 2019 3 Wochen (insgesamt 7) | 7                                    | Kowalsky meg a Vega                  | Árnyék és fény                       | Mit ihren letzten drei Alben hat die Rockband aus Budapest jeweils Platz 1 und mehrfach Platin erreicht. In das 20. Jahr ihres Bestehens startet sie mit ihrem insgesamt fünften Nummer-eins-Album und Platin bereits in der ersten Veröffentlichungswoche. |
| 1. Februar 2019 – 7. Februar 2019 1 Woche | 1                                    | Magna Cum Laude                      | Gyulai húszfeldolgozó                | Vor 20 Jahren wurde die Rockband aus Ostungarn gegründet, vor 10 Jahren hatte sie mit 999 ihr erstes und jetzt ihr zweites Nummer-eins-Album. |
| 8. Februar 2019 – 21. Februar 2019 2 Wochen (insgesamt 7) | 7                                    | Kowalsky meg a Vega                  | Árnyék és fény                       | – |
| 22. Februar 2019 – 14. März 2019 3 Wochen | 3                                    | Leander Kills                        | Luxusnyomor                          | Das dritte Studioalbum bringt den Metal-Rockern die dritte Nummer eins in vier Jahren. |
| 15. März 2019 – 28. März 2019 2 Wochen (insgesamt 7) | 7                                    | Kowalsky meg a Vega                  | Árnyék és fény                       | – |
| 29. März 2019 – 4. April 2019 1 Woche | 1                                    | Naphoz Holddal                       | Kispál és a Borz                     | – |
| 5. April 2019 – 11. April 2019 1 Woche | 1                                    | Ossian                               | A reményhozó                         | – |
| 12. April 2019 – 25. April 2019 2 Wochen (insgesamt 8) | 8                                    | Ákos                                 | 50 – Jubileumi, akusztikus koncert   | – |
| 26. April 2019 – 2. Mai 2019 1 Woche | 1                                    | Balázs Pali                          | Majd holnap írok …                   | – |
| 3. Mai 2019 – 23. Mai 2019 3 Wochen (insgesamt 8) | 8                                    | Ákos                                 | 50 – Jubileumi, akusztikus koncert   | – |
| 24. Mai 2019 – 13. Juni 2019 3 Wochen | 3                                    | Follow the Flow                      | Nem tudja senki                      | – |
| 14. Juni 2019 – 4. Juli 2019 3 Wochen (insgesamt 8) | 8                                    | Ákos                                 | 50 – Jubileumi, akusztikus koncert   | – |
| 5. Juli 2019 – 11. Juli 2019 1 Woche (insgesamt 4) | 4                                    | Attila                               | Szárnyak nélkül                      | – |
| 12. Juli 2019 – 18. Juli 2019 1 Woche (insgesamt 3) | 3                                    | Ed Sheeran                           | No. 6 Collaborations Project         | – |
| 19. Juli 2019 – 1. August 2019 2 Wochen | 2                                    | Road                                 | Onnantól – eddig                     | – |
| 2. August 2019 – 15. August 2019 2 Wochen (insgesamt 3) | 3                                    | Ed Sheeran                           | No. 6 Collaborations Project         | – |
| 16. August 2019 – 5. September 2019 3 Wochen (insgesamt 4) | 4                                    | Attila                               | Szárnyak nélkül                      | – |
| 6. September 2019 – 26. September 2019 3 Wochen | 3                                    | Depresszió                           | Nehéz szó                            | – |
| 27. September 2019 – 10. Oktober 2019 2 Wochen (insgesamt 7) | 7                                    | Ákos                                 | Idősziget                            | – |
| 11. Oktober 2019 – 21. November 2019 6 Wochen (insgesamt 11) | 11                                   | Tankcsapda                           | Liliput Hollywood                    | – |
| 22. November 2019 – 28. November 2019 1 Woche (insgesamt 7) | 7                                    | Ákos                                 | Idősziget                            | – |
| 29. November 2019 – 5. Dezember 2019 1 Woche (insgesamt 11) | 11                                   | Tankcsapda                           | Liliput Hollywood                    | – |
| 6. Dezember 2019 – 12. Dezember 2019 1 Woche | 1                                    | Ganxsta Zolee és a Kartel            | Oldskool                             | – |
| 13. Dezember 2019 – 19. Dezember 2019 1 Woche (insgesamt 7) | 7                                    | Ákos                                 | Idősziget                            | – |
| 20. Dezember 2019 – 26. Dezember 2019 1 Woche (insgesamt 11) | 11                                   | Tankcsapda                           | Liliput Hollywood                    | – |
| 27. Dezember 2019 – 2. Januar 2020 1 Woche | 1                                    | Szabyest                             | Dilemma                              | – |